# الملاريا في السعودية
بدأ مشروع مكافحة الملاريا في السعودية في عام 1948م، وفي حين نجح المشروع في وقف نقل العدوى في المناطق الشمالية والشرقية من المملكة العربية السعودية، إلا أنه يواجه بعض العقبات في المناطق الأخرى التي تستوطن فيها الملاريا خصوصًا في منطقة جازان وساحل تهامة، وتسبب المتصورة المنجلية (الملاريا الخبيثة) النسبة الكبرى لحالات الإصابة بالملاريا في السعودية، وعادة ما ما يتزامن موسم انتقال العدوى بالملاريا مع موسم هطول الأمطار في المملكة.

## توزيع الإصابات حسب المناطق
تتوطن الملاريا في السعودية في مناطق ومدن جازان ومكة والمدينة وجدة وعسير والباحة والقنفذة، وتعد منطقة جازان صاحبة السبق في عدد حالات الإصابة بالملاريا في المملكة، ففي عام 2015 سُجلت فيها حوالي 38% من مجموع الإصابات في السعودية ما يعادل 984 حالة من أصل 2620 حالة إصابة جرى التلبيغ عنها في ذلك العام.

## الطفيليات المسببة
تسبب المتصورة المنجلية (بالإنجليزية: Plasmodium falciparum) المسببة للملاريا الخبيثة النسبة الأكبر لحالات الإصابة بالملاريا في السعودية، وبها أُصيبت 1444 حالة في عام 2015، تليها المتصورة النشيطة (بالإنجليزية: Plasmodium vivax) والمتصورة البيضاوية (بالإنجليزية: Plasmodium ovale) (الملاريا الحميدة الثلاثية) بـ 1164 إصابة، ومن ثم المتصورة الملاريية (بالإنجليزية: Plasmodium malariae)(الملاريا الحميدة الرباعية) بعشر حالات فقط، ومعظم الإصابات في المملكة منفردة بنوع واحد من طفيليات الملاريا، ولكن قد تحدث أحيانًا إصابات مختلطة بأكثر من نوع.